# Temo Mayanavanua
Pas d'image ? Cliquez ici

a Compétitions nationales et continentales officielles uniquement.

b Matchs officiels uniquement.
Dernière mise à jour le 11 juin 2024.
Temo Mayanavanua, né le 9 novembre 1997 à Bau (Fidji), est un joueur international fidjien de rugby à XV évoluant principalement au poste de deuxième ligne avec les Northampton Saints depuis 2023.

## Carrière

### En club
Temo Mayanavanua commence à jouer au rugby rugby à XV dans le championnat amateur fidjien, avec le club des Covenant Brothers. Il dispute également plusieurs tournois de rugby à sept avec ce club, jouant notamment aux côtés de son oncle Osea Kolinisau.
En 2018, il refuse une offre de contrat venue d'un club français pour rejoindre la Nouvelle-Zélande, où il souhaite poursuivre sa formation. Il rejoint alors le club amateur de Waipu, qui évolue dans le championnat de la région de Northland, et qui entrainée par l'ancien international fidjien Graham Dewes. Ses performances en club lui permettent d'être retenu dans l'effectif de la province de Northland pour le National Provincial Championship (NPC) en 2018,. Avec cette équipe, il dispute dix-neuf matchs en trois saisons. Il joue également avec l'équipe Development (espoir) de la franchise des Blues en 2019.
En novembre 2020, il rejoint le club français du Lyon OU en Top 14, en tant que joker médical d'Etienne Oosthuizen absent jusqu'à la fin de saison. Il joue son premier match le 2 janvier 2021 contre le Castres olympique. En mars 2021, il prolonge son contrat pour deux saisons supplémentaires.
Après trois saisons à Lyon, il est annoncé en mars 2023 qu'il quitte le club pour rejoindre les anglais des Northampton Saints pour la saison 2023-2024 de Premiership. À la fin de sa première saison, il est sacré champion d'Angleterre avec son club, participant à la finale remportée face à Bath en tant que remplaçant.

### En équipe nationale
Temo Mayanavanua joue avec l'équipe des Fidji des moins de 20 ans en 2017,. Il est le capitaine de cette sélection durant le trophée mondial des moins de 20 ans 2017. Toujours en 2017, il participe aux Jeux de la Jeunesse du Commonwealth avec la sélection junior fidjienne de rugby à sept, entrainée par Ben Ryan.
Ses performances à XV et à sept  lui permettent d'être élu meilleur joueur junior (-20 ans) fidjien de l'année, par sa fédération.
En 2018, il est sélectionné avec les Fiji Warriors (Fidji A) pour disputer le Pacific Challenge,. Plus tard la même année, il dispute également la Coupe des nations.
Il est sélectionné pour la première fois avec l'équipe des Fidji à XV en novembre 2019 afin de disputer un match contre les Barbarians à Twickenham,. Il s'agit d'une rencontre non-officielle, et qui n'est donc pas considérée une sélection.
En octobre 2020, il est rappelé par le nouveau sélectionneur Vern Cotter pour disputer la Coupe d'automne des nations,. Il obtient sa première cape officielle le 5 décembre 2020 à l'occasion d’un match contre l'équipe de Géorgie à Édimbourg,.
En août 2023, il est retenu dans le groupe de 33 joueurs sélectionné pour participer à la Coupe du monde en France. Il dispute les quatre matchs de poule de son équipe, dont un comme titulaire, avant de se blesser au genou lors du match face au Portugal, qui l'oblige à déclarer forfait pour le quart de finale du tournoi,.

## Palmarès

### En club
- Vainqueur du Championnat d'Angleterre en 2024 avec les Northampton Saints.
- Finaliste de la Champions Cup en 2025 avec les Northampton Saints.

### En équipe nationale
- Vainqueur du Pacific Challenge en 2018 avec les Fiji Warriors.

## Statistiques
- 23 sélections avec les Fidji depuis 2020.
- 0 point.